# Celeirós (Sabrosa)
Celeirós ist eine portugiesische Gemeinde (Freguesia) im Concelho Sabrosa. 
Der Ort liegt südlich der Kleinstadt Sabrosa in den Bergen des Alto Douro. Das Ortsbild wird bestimmt von der katholischen Pfarrkirche São Pedro, die im 18. Jahrhundert errichtet wurde. 
1857 wurde hier der portugiesische Premierminister António Teixeira de Sousa geboren.